# Norman Naimark
Norman M. Naimark (sinh 1944 New York) là một sử gia, viết sách người Mỹ, mà chuyên về lịch sử hiện đại Đông Âu, diệt chủng và thanh trừng sắc tộc trong khu vực này.
Ông là giáo sư Robert and Florence McDonnel về nghiên cứu Đông Âu, tại Stanford University, và thành viên của viện Hoover.

## Tiểu sử
Naimark có gốc Do Thái; cha mẹ ông sinh ra ở Galicia (Đông Âu). Các bằng cấp đại học của ông đều từ đại học Stanford. Ông ban đầu dạy ở Boston University, và là thành viên của Trung tâm nghiên cứu về nước Nga của Harvard University, trước khi trở về Stanford dạy trong thập niên 1980.
Ông cũng là biên tập viên của một số tạp chí chuyên môn như: 
- The American Historical Review
- The Journal of Contemporary History
- The Journal of Cold War Studies

Ông được quần chúng biết tới nhiều nhờ nghiên cứu nổi tiếng The Russians In Germany (Người Nga ở Đức).

## Giải thưởng
Ông đã được Đức trao huy chương Bundesverdienstkreuz.
Naimark vào mùa xuân 2011 cũng nhận được giải Alex Springer Berlin của học viện Hoa Kỳ ở Berlin.